# Чарлтон, Уолтер
Уолтер Чарлтон (англ. Walter Charleton; 2 февраля 1619, Сомерсет — 24 апреля 1707, Лондон) — английский придворный медик, доктор медицины, светский богослов, писатель

, натурфилософ, роялист. Один из видных представителей эпикуреизма в Англии.
Один из первых членов Лондонского королевского общества (1663).

## Биография
Сын ректора округа Шептон Маллет в Сомерсете. Получил домашнее образование. С 1635 года обучался в Магдален-Колледж в Оксфорде под руководством Д. Уилкинса. В 1641 году получил степень доктора медицины и в том же году был назначен придворным врачом короля Англии Карла I, некоторое время сопровождал двор.
После революции в Англии поселился в Лондоне и в апреле был принят кандидатом в Королевский колледж врачей. Будучи роялистом, формально был назначен придворным врачом короля Карла II в изгнании, но оставался в Ковент-Гардене в Лондоне, продолжая медицинскую практику.
Испытал влияние Ван Гельмонта (в 1650 г. перевёл на английский его «Парадоксы»), вёл дружбу с Т. Гоббсом, Г. Карлтоном, Д. Энтом и Ф. Пружаном.

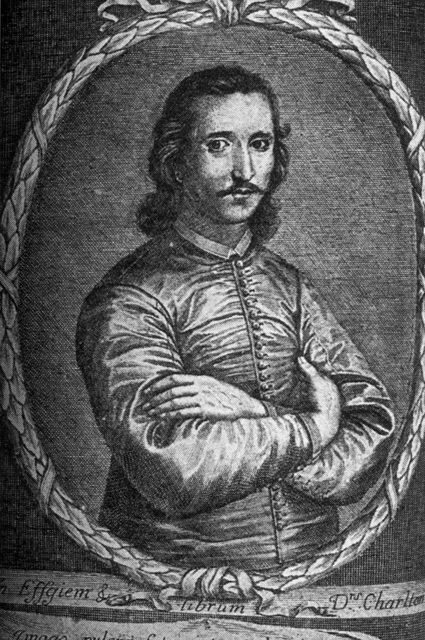
Уолтер Чарлтон

Увлёкся идеями П. Гассенди («Фабрика естественных наук, основанная на гипотезе атомов», 1654). В 1663 году одним из первых был избран членом Королевского общества, с 1676 года — член Королевского колледжа врачей, который возглавлял в 1689—1691 гг. В 1691 году покинул Лондон и начал сокращать медицинскую практику. Отправился в Нантвич, где прожил семь лет; однако вернулся в Лондон и был старшим цензором в Коллегии врачей (1698—1706), был назначен гарвейским библиотекарем.
Серьёзно занимался философской психологией («Бессмертие души, доказанное в свете природы», 1657, «Естественная история страстей», 1674, основанная на работах Ж.-Ф. Сено, «Краткое рассуждение о различных способах мышления», 1675), проблематикой естественного права («Гармония естественных и Божественных законов», 1682). Увлекался также археологией, в 1663 г. написал работу Chorea Gigantum в доказательство того, что Стоунхендж был построен данами и имел светское назначение по аналогии с мегалитами Скандинавии.
Натуралист, орнитолог. Опубликовал Onomasticon Zoicon, работу, посвящённую естественной истории. Труд разделён на три части. Первая часть, представляет из себя попытку классифицировать всех известных животных и содержит, в основном, более или менее точные иллюстрации птиц. Второй — посвящён анатомии, особенно рыбам. И третий — касается минералогии и полезных ископаемых.
Автор многих работ по теологии, натурфилософии, истории и древностям.
Его внучкой была Пенелопа Обен, писательница, драматург, поэтесса и переводчица.

## Избранные публикации
- Deliramenta catarrhi (1650)
- The darkness of atheism dispelled by the light of nature (1652)
- Physiologia Epicuro-Gassendo-Charltoniana or a Fabrick of Science Natural upon the Hypothesis of  (1659).
- Epicurus’s Morals (1656)
- Natural History of the Passions (1674) previously believed to be based on Jean-François Senault De l’usage des passions (1641)
- The harmony of natural and divine laws (1682)